# 돈키호테를 죽인 남자
《돈키호테를 죽인 사나이》(영어: The Man Who Killed Don Quixote)는 2018년 개봉한 판타지, 모험, 코미디 영화이다. 테리 길리엄이 감독과 공동각본을 맡았으며, 미겔 데 세르반테스의 소설 《돈 키호테》에서 영감을 받아 제작된 작품이다. 19년 넘게 제작 난항을 겪으며 8번을 시도한 끝에 결국 2018년에 개봉을 확정지은 것으로 유명하다.

## 출연

### 주연
- 올가 쿠릴렌코 - 재퀴 역
- 아담 드라이버 - 토비 역
- 스텔란 스카르스고르드 - 보스 역
- 조나단 프라이스 - 돈키호테 역

### 조연
- 조아나 리베이로 - 안젤리카 역
- 조디 몰라 - 알렉세이 역
- 오스카 자에나다 - 집시 역
- 로시 드 팔마 - 농부의 아내 역
- 제이슨 왓킨스 - 루퍼트 역
- 세르지 로페즈 - 농부 역
- 팔로마 블로이드 - 멜리사 역

## 기타
- 원작자: 미구엘 데 세르반테스 사베드라
- 총괄프로듀서: 제레미 토머스
- 공동프로듀서: 세바스찬 델로이
- 라인프로듀서: 유사프 복하리
- 미술: 벤자민 페르난데즈
- 분장: 실비 엥베르
- 헤어: 파블로 페로나
- 의상: 레나 모썸